# مطار صنعاء الدولي
مطار صنعاء الدولي (إياتا: SAH، إيكاو: OYSN) هو المطار الدولي الرئيسي لليمن ويقع في صنعاء، عاصمة اليمن. ويخدم مدينة صنعاء وكذلك سكان المحافظات الشمالية لليمن بالكامل. في البداية، تم بناء محطة ركاب صغيرة في السبعينيات. ويشترك المدرج مع قاعدة الديلمي الجوية الكبيرة، التابعة لسلاح الجو اليمني.
يحتوي المطار على مدرج واحد بطول 3200 متر.

## تاريخ

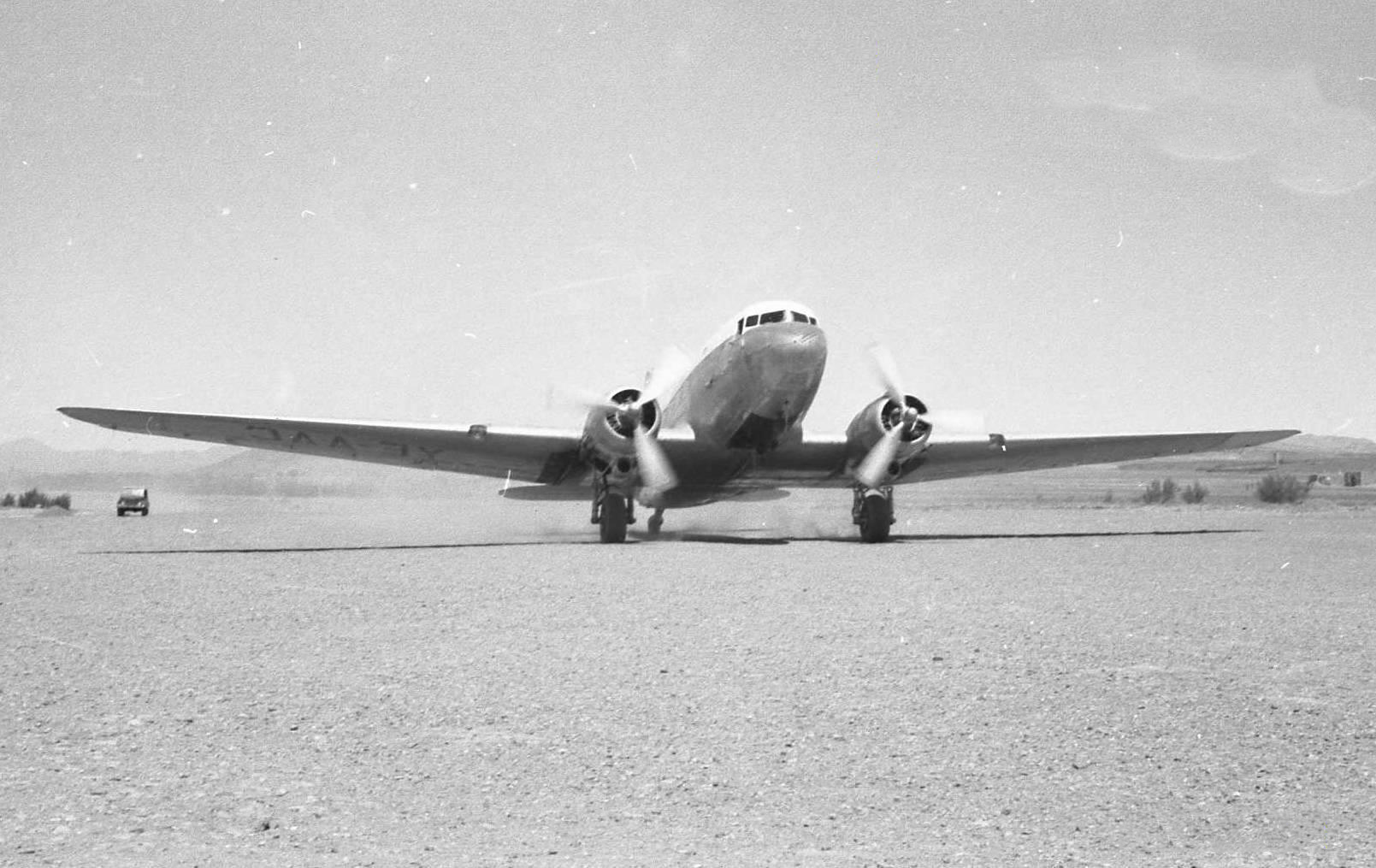
طائرة في مطار صنعاء عام 1958

في عام 2007، استقبل المطار حوالي 1.7 مليون مسافر، وهو ما يمثل 80% من إجمالي المسافرين جواً في اليمن و87% من إجمالي المسافرين الدوليين. وخلال ذلك العام، كان هناك 38 رحلة يومياً في المتوسط.
بسبب التدخل الذي تقوده المملكة العربية السعودية في اليمن، فُرض حظر جوي على البلاد بأكملها في مارس 2015، وتوقفت الرحلات الجوية المدنية عن العمل. كانت الرحلات الجوية الوحيدة التي تعمل منذ ذلك الحين هي رحلات الدول الأجنبية لإجلاء رعاياها. قامت الهند وباكستان بإجلاء مواطنيها من اليمن مع بدء الحرب.
في 29 أبريل 2015، كان المطار هدفًا لقصف شديد من قبل القوات الجوية الملكية السعودية. تعرض المدرج الوحيد ومبنى محطة الركاب لأضرار بالغة واعتُبر غير صالح للاستخدام. في 9 أغسطس 2016، أُغلق المطار مرة أخرى بعد استئناف خدمات الخطوط الجوية اليمنية بسبب إغلاق المجال الجوي من قبل التحالف الذي تقوده السعودية.
في 6 نوفمبر 2017، ردًا على هبوط صاروخ حوثي في المملكة العربية السعودية، أغلقت السلطات السعودية المطار إلى جانب جميع الطرق الأخرى المؤدية إلى اليمن. في 14 نوفمبر من ذلك العام، قصفت القوات الجوية السعودية المطار، مما ألحق به أضرارًا. في 23 نوفمبر 2017، سمحت السلطات بإعادة فتح المطار لرحلات المساعدات، إلى جانب ميناء الحديدة. في 25 نوفمبر، هبطت أربع طائرات تحمل مساعدات إنسانية في صنعاء، وهي أول طائرات من هذا النوع تهبط منذ فرض الحصار الكامل.
في 3 فبراير 2020، أقلعت طائرة تابعة للأمم المتحدة تحمل سبعة يمنيين مصابين بأمراض خطيرة في رحلة رحمة إلى الأردن. في ديسمبر 2021، استُهدف المطار بغارات جوية سعودية. وبحسب ما ورد تم إجلاء المدنيين قبل شن الغارات الجوية ولكن المطار تعرض لأضرار جسيمة.
في 16 مايو 2022، استؤنفت الرحلات الجوية التجارية من المطار بعد ست سنوات. حملت أول رحلة للخطوط الجوية اليمنية 151 راكبًا إلى العاصمة الأردنية عمان. في 28 يوليو 2024، أُعلن أن الخطوط الجوية اليمنية ستستأنف رحلاتها من مطار صنعاء الدولي إلى مصروالهند.
في 26 ديسمبر 2024، نفذت القوات الجوية الإسرائيلية غارات جوية على المطار ردًا على هجمات الحوثيين التي استهدفت بعض الأماكن في إسرائيل.

## الرحلات والوجهات
| شركات الطيران | الوجهات |
| ------------- | ------- |
| اليمنية       | عمان    |

## الأحداث والحوادث
في 14 سبتمبر 1994، اختطف رجل طائرة بوينج 737 تابعة لشركة أليميدا متجهة من عدن إلى صنعاء باليمن. ويقال إنه طالب بنقله إلى المملكة العربية السعودية. وعندما دخل الخاطف إلى قمرة القيادة، تغلب عليه أفراد الأمن الذين دخلوا الطائرة وتم القبض عليه.
في 30 أكتوبر 2011، أدى قصف شنه رجال قبائل معارضون على قاعدة القوات الجوية المجاورة إلى إتلاف مدرج المطار، مما أجبر الرحلات القادمة على تحويل مسارها إلى عدن. ولم ترد أنباء عن وقوع إصابات، على الرغم من تدمير مخزن ذخيرة وطائرتين مقاتلتين.
في 21 نوفمبر 2012، تحطمت طائرة أنتونوف 26 تابعة للقوات الجوية اليمنية، فوق سوق شعبي بحي الحصبة، مما أدى إلى مقتل قائدها وطاقمها المكون من تسعة عسكريين. وسقطت الطائرة بسبب خلل فني في محركها.
في 19 فبراير 2013، تحطمت طائرة مقاتلة تابعة للقوات الجوية اليمنية من طراز سوخوي، بعد وقت قصير من إقلاعها من مطار صنعاء الدولي وسقوطها بالقرب من ساحة التغيير، وأدى ارتطامها بمنازل المواطنين إلى مقتل قائدها و12 مدنيا بينهم نساء.
في 13 مايو 2013، سقوط مقاتلة حربية روسية الصنع من طراز سوخوي 22، هو الثالث من نوعه الذي تشهده العاصمة اليمنية في غضون ستة أشهر. وقتل في الحادث قائد الطائرة الرائد هاني الأغبري، بينما تضررت بعض المنازل واحترق بعضها جراء ارتطام الطائرة بها أثناء سقوطها، دون وقوع ضحايا بين المدنيين. ويرجح أن تكون الطائرة قد استهدفت بعمل تخريبي، فإما أنها تعرضت لإطلاق نار أرضي، وقد شوهد في حطامها آثار رصاص، وإما أنه جرى زرع عبوة ناسفة بداخلها وفجرت بينما كانت عائدة من مهمتها الروتينية. كما أن هناك اتهامات غير مؤكدة لجهات محسوبة على النظام السابق بالوقوف وراء سقوط الطائرة الحربية، للنيل من القوات الجوية التي وقفت مع ثورة التغيير وانتفضت على قائد القوات الجوية السابق شقيق الرئيس المخلوع علي عبد الله صالح.
في 23 يونيو 2014، تم اعتقال المواطن البريطاني والناشط المؤيد للديمقراطية أندارجاتشو تسيجي بشكل مثير للجدل في مطار صنعاء وتم تسليمه لاحقًا إلى إثيوبيا.
في 26 مارس 2015، قصفت القوات الجوية الملكية السعودية مواقع في صنعاء بما في ذلك المطار، ردًا على الانقلاب اليمني 2014-2015.